# Béton autoplaçant
Pour les articles homonymes, voir BAP (homonymie).

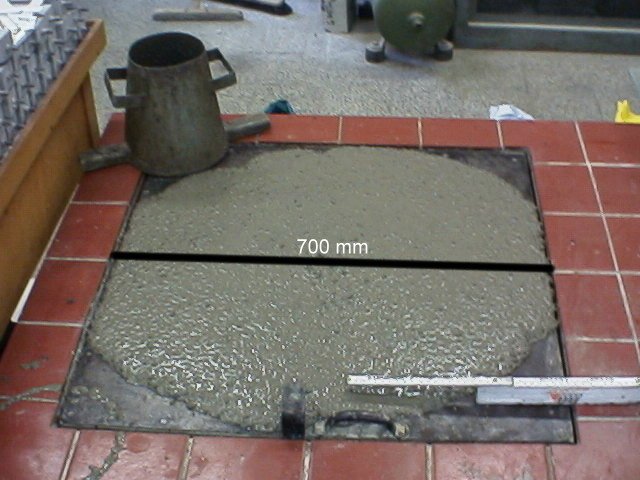
Épandage de béton autoplaçant.

Le béton autoplaçant (BAP) est un béton de ciment capable, sous le seul effet de la pesanteur, de se mettre en place dans les coffrages même les plus complexes et très encombrés sans nécessiter pour autant des moyens de vibration afin de consolider le mélange avec comme résultat un produit très homogène.

## Description
Ce type de béton doit être apte à passer à travers les armatures les plus serrées avec, cependant, une vitesse dépendante de la viscosité du mélange. Pour remplir cette condition, le béton doit être très fluide, c'est-à-dire très déformable. Or ceci n'est possible que si le rapport eau/ciment est élevé ou si le béton contient un superplastifiant.
Seulement, la fluidité n'est pas la seule propriété recherchée, car il faut bien s'assurer de l’homogénéité de l'ensemble pâte-granulats. De façon corollaire, le mélange du BAP doit être très cohésif et très stable lors de la mise en place sans vibration et cela jusqu’à son durcissement. Ceci implique que le BAP doit présenter le minimum de tassement et de sédimentation des particules solides et éviter de présenter un ressuage trop fort, car cela génère une hétérogénéité des propriétés mécaniques, telle qu’une chute d'adhérence des armatures en partie supérieure des levées par rapport à celles situées en zone inférieure lors du coulage.
Une bonne stabilité liée, entre autres, à la viscosité du mortier et de son seuil de cisaillement nécessite soit l'ajout d'un agent de viscosité afin d'améliorer la cohésion de l'ensemble, soit d’augmenter la teneur en matière cimentaire et de réduire la teneur en eau libre. Aussi une bonne stabilité peut être liée à une optimisation de la compacité granulaire. Or, l’augmentation de la teneur en liant n'est pas sans conséquence sur la durabilité, vu le dégagement de chaleur d'une part, et d'autre part, le risque de nuire à la capacité de remplissage, propriété très recherchée pour ce genre de béton.
Cette complexité amène à combiner différents paramètres pour obtenir le niveau désiré en matière de résistance à la compression. Mais avant d'atteindre cette étape, il est indispensable de s'assurer d'une part de la bonne capacité de remplissage de ces bétons, donc une déformabilité supérieure à celle des bétons ordinaires. D'autre part, il faut s'assurer de la stabilité du mélange et éviter, par conséquent, la ségrégation. Très souvent, la satisfaction de ces deux exigences entraîne un compromis. En clair, en plus de garantir un étalement compris entre 500 et 700 mm et d’assurer une très bonne capacité de remplissage, il faut que l'agent de viscosité introduit pour améliorer la viscosité n’abîme pas la déformabilité du béton.

## Utilisations
Le BAP est utilisé par exemple pour la fabrication commode des dalles, des planchers, des radiers et des poteaux avec une très forte proportion d'armatures.
Le BAP a plusieurs avantages sur le béton normal :
- il n'a pas besoin de vibration lors de sa mise en place ;
- il permet le remplissage de géométries complexes, de zones fortement ferraillées et difficilement accessibles.

## Limitations
Le BAP présente un risque plus élevé de ségrégation que le béton normal et est plus cher.

## Essais
Les principaux essais réalisés sur le BAP frais sont :
- NF EN 12350-8 : Essai d’étalement au cône d’Abrams ;
- NF EN 12350-9 : Essai d'écoulement à l'entonnoir en V (V-funnel) ;
- NF EN 12350-10 : Essai à la boîte en L (L-box) ;
- NF EN 12350-11 : Essai de stabilité au tamis ;
- NF EN 12350-12 : Essai d'écoulement à l'anneau (J-ring).